# Красников, Николай Валерьевич
Николай Валерьевич Красников (р. 3 мая 1951) — российский учёный, доктор физико-математических наук, лауреат премии им. академика М. А. Маркова (2012). Заведующий Отделом теоретической физики ИЯИ РАН.

## Биография
Окончил физический факультет (1974) и аспирантуру (1977) МГУ.
С 1977 года работает в Институте ядерных исследований: младший научный сотрудник, учёный секретарь (1978—1979), старший научный сотрудник, с 2003 зав. отделом теоретической физики и зав. лабораторией МФП (главный научный сотрудник).
Специалист в области квантовой теории поля и физики элементарных частиц. Участник разработки программы физических исследований на Большом адронном коллайдере CERN.
Золотая медаль АН СССР для молодых ученых (1984), премия имени академика М. А. Маркова (2012).